# Eddavägens station

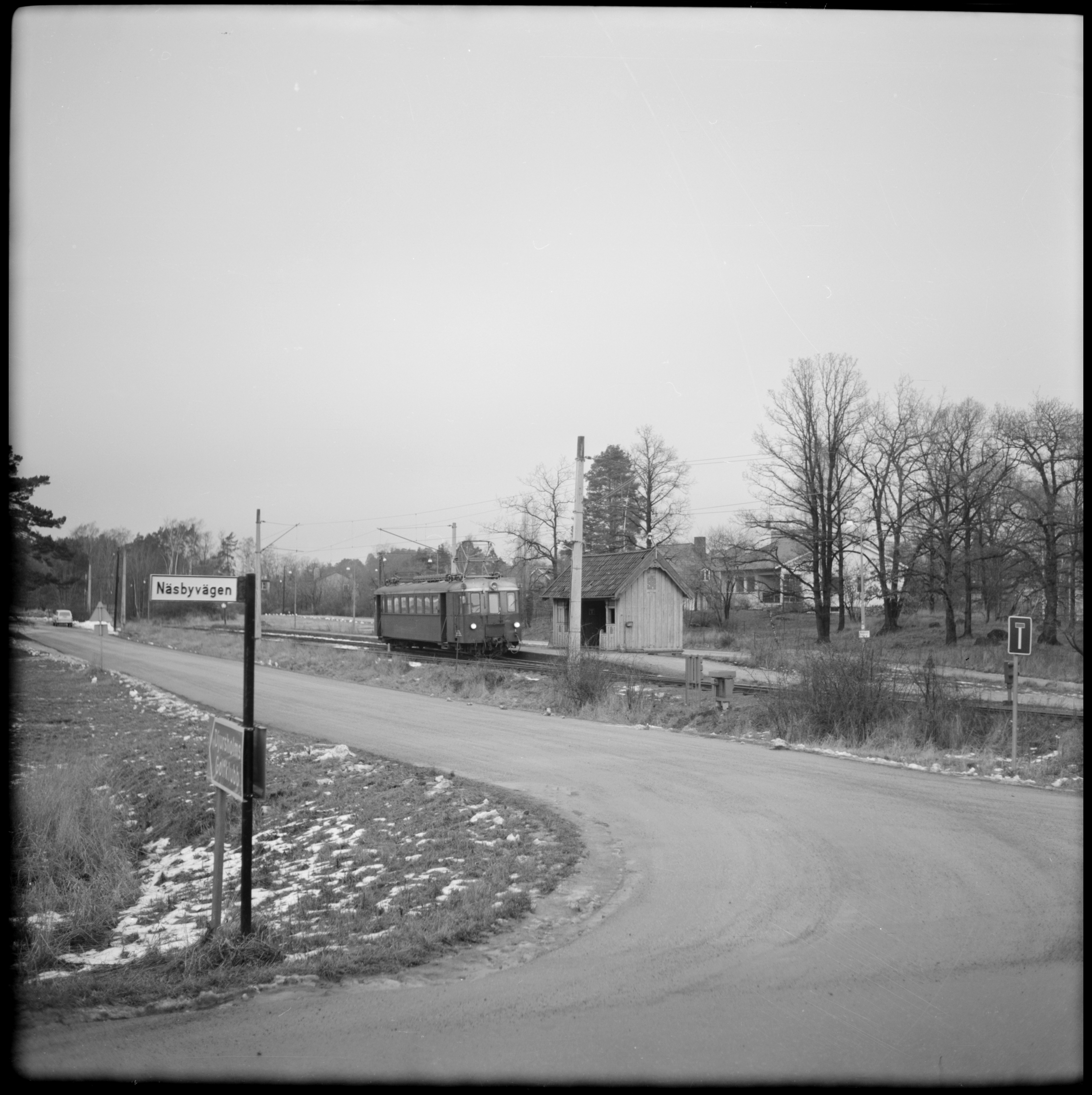
Eddavägens station

Eddavägens station var namnet på den järnvägsstation, senare nedklassad till hållplats, som från 1901 fram till 1976 fanns i norra Djursholm och som under många år var slutstationen på en gren av den enkelspåriga Djursholmsbanan som öppnade 1890. 1912 förlängdes spåret till Svalnäs, men då prospekteringen av Svalnäs gods marker aldrig blev så omfattande som det till en början var tänkt, fick aldrig stationen den betydelse som järnvägsbolaget hoppats på, och sträckan till Svalnäs lades ned redan 1934 efter bara 20 år. Detta gjorde att Eddavägen återfick sin betydelse som slutstation.
Banvallen för den numera nedlagda Eddavägslinjen är numera ett promenadstråk.